# 常州市第一中学
常州市第一中學，簡稱常州一中，在中國江蘇省常州市天宁区和平路边，新坊桥下的巷内，红梅公园和天宁寺附近，是国家级示范高中，江苏省首批四星级高中，江苏省高品质示范高中建设培育学校，常州市重点中学。該校原名常州正衡中学，1952年12月改名为常州市第一中学。
初中部改名为正衡初中，现已为私立学校，并已搬至新校址。2018年9月起由于原地改造工程，将过渡校区设置在常州开放大学（原常州市田家炳中学）。

## 校友
- 李瑞麟：43届校友。1996年先后被评为上海市科技功臣、国家计生委科技功臣，同年被选为中国工程院院士。[4]
- 顾冠群：56级校友，中国工程院院士，曾任东南大学校长，计算机网络专家。[5]
- 陶宝祺：52届校友，中国科学院院士，南京航空航天大学教授，博士生导师，智能材料与结构航空科技重点实验室主任。[6]
- 庄逢辰：46届正衡初中校友，国防科技大学教授，博士生导师，中国科学院院士。[7]
- 梅自强：47届校友，纺织科学研究院教授级高级工程师，中国工程院院士，第八、九届全国政协委员。[8]
- 蒋亦元：46届校友，中国工程院院士，东北农业大学教授，博士生导师。[9]
- 陆孝彭：34届初中校友，飞机设计师，中国工程院院士。[10]

## 外部連結
- 學校網址